# Nicole Moenikes

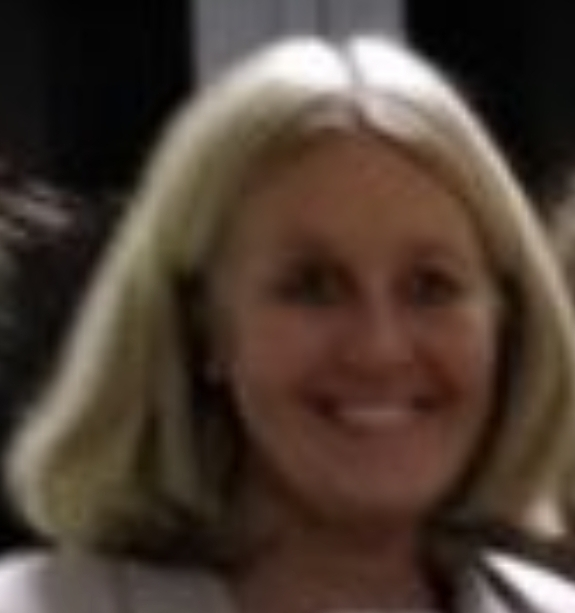
Nicole Moenikes (2019)

Nicole Moenikes (* 26. Juni 1969 in Waltrop) ist eine deutsche Kommunalpolitikerin (CDU). Von 2014 bis 2020 war sie Bürgermeisterin von Waltrop im Kreis Recklinghausen.

## Ausbildung und beruflicher Werdegang
Von 1991 bis 1997 studierte Moenikes an der Technischen Universität Dortmund Betriebs- und Sozialwissenschaften und schloss als Diplom-Kauffrau ab. Sie arbeitete als selbständige Kauffrau in den Schwerpunktthemen Betriebswirtschaft, Investition und Finanzierung.

## Politische Karriere
Moenikes ist CDU-Mitglied. Bei der Kommunalwahl 2014 wurde Moenikes in einer Stichwahl mit 54,3 % der Stimmen zur Bürgermeisterin von Waltrop gewählt. Sie löste damit die Vorgängerin im Amt Anne Heck-Guthe (SPD) ab. Sie trat ihr Amt am 26. Juni 2014 an. 

### Politische Ziele
Im Interview mit den Ruhrbaronen im Juli 2014 bekennt sich Moenikes zu folgenden Zielen:
- Kommunalverwaltung: Moenikes möchte die Leistungsbilanz verbessern, den Krankenstandes reduzieren und mehr Bürgernähe erreichen.
- Stadterneuerung: Das heruntergekommene Stadtbild soll verbessert werden.
- Infrastruktur: Die geplante Bundesstraße B474n muss realisiert werden. Dabei muss massive Gegenwehr überwunden werden.
- Energiepolitik: Der Bau des Eon-Kohlekraftwerks Datteln 4, soll aufgeschoben werden. Das anhängige Zielabweichungsverfahren der Stadt Waltrop soll weiterhin unterstützt werden, um damit ein "wildes", nicht genehmigtes Bauen zu unterbinden. Verhindern möchte Moenikes den Bau des Kraftwerkes jedoch nicht. Das zweite Kohlekraftwerk von Trianel in Lünen soll am Netz bleiben.
- Haushalt: Waltrop ist eine der Städte mit der höchsten Pro-Kopf-Verschuldung in NRW. Daher unterliegt Waltrop auch dem Stärkungspakt. Moenikes möchte aber einen Sparkommissar, den es in Waltrop vor Jahren ja schon einmal gab, vermeiden. Sie plant stattdessen die Einnahmenseite zu verbessern, indem sie neue Unternehmen nach Waltrop holt. Konkret möchte Moenikes im Gewerbegebiet Leveringhäuser Feld neue Unternehmen ansiedeln. Moenikes möchte auch, dass sich die Stadt Waltrop am RWE-Gelänge NewPark beteiligt. Damit hätte die Stadt mehr Möglichkeiten der Mitgestaltung.

### Resümée der Amtszeit
Die Ruhrbarone ziehen am Ende der Amtsperiode 2020 folgendes Resümee:
- Haushalt: Durch die Stärkungspaktmittel gelang es der Stadt Waltrop einen ausgeglichenen Haushalt zu präsentieren. Trotzdem zählt Waltrop weiterhin zu den zehn Städten mit der höchsten Pro-Kopf-Verschuldung in NRW. In den letzten 6 Jahren ist es jedoch gelungen, zumindest den Anteil der Kassenkredite um rund fünf Millionen Euro zu reduzieren. Die Gesamtverschuldung ist nicht gesunken. Moenikes wünscht sich deshalb einen Zuschuss aus dem Solidaritätszuschlag. Im Gegensatz zu Moenikes möchte sich der Rat der Stadt Waltrop nicht an der Gesellschaft NewPark beteiligen. Allerdings sieht Moenikes den Flächenverbrauch des Projektes kritisch. Für die Erschließung des NewPark-Geländes sei der Bau der B474n eine Voraussetzung. Ansonsten wäre die Verkehrsbelastung für die Waltroper Durchfahrtsstraßen schlicht zu hoch. Der Kreis Recklinghausen möchte an NewPark realisiert sehen. Mit dem Dicken Dören, möchte die Stadt Waltrop an der Stadtgrenze zu Dortmund ein weiteres Gewerbegebiet errichten. Allerdings wird das noch kontrovers diskutiert. Die Differenzen mit der Stadt Dortmund sind anscheinend ausgeräumt. Mit Vor-Ort-Terminen plant Moenikes die Kritiker von den Plänen zu überzeugen.
- Infrastruktur: Die Entscheidung für den Bau der B474n ist nun nach mehreren Jahren des Streits gefallen. Das Dattelner Teilstücks wird in drei bis vier Jahren in Aussicht gestellt. Die Bauzeit wird mehrere  Jahre betragen.
- Stadterneuerung: In der Innenstadt wurde der Umbau des Marktplatzes realisiert, die Stadthalle renoviert und der Stadtpark saniert.
- Energiepolitik: Die Stadt Waltrop hatte einen externen Anwalt engagiert, der sich um die Interessen der Stadt in Bezug auf Datteln 4 kümmern sollte. Waltrop kämpft unverändert gegen eine Inbetriebnahme des neuen Kraftwerks in Datteln in der derzeit geplanten Form, da dieser Plan gegen geltendes Baurecht verstößt.

2019 wurde Kritik gegen Moenikes laut, dass die Leistungen, die die Stadt Waltrop für die Stadtentwicklungsgesellschaft (SEG) erbrachte, nicht korrekt abgerechnet wurden. Der Fraktionsvorsitzende der FDP Mußhoff hatte in seiner Haushaltsrede Ende November 2019 den Vorwurf erhoben, dass städtische Mitarbeiter „in hohem Maße“ Aufgaben der SEG übernommen hätten – ohne dass festgehalten wurde, in welchem Maße und Umfang. Stattdessen zahlte die SEG eine Pauschale an die Stadt. Moenikes musste sich einem Disziplinarverfahren unterziehen, bei dem sie beschuldigt wurde, einen Berater ohne die Zustimmung des Stadtrates zu beauftragen.
Nicole Moenikes wurde bei der Kommunalwahl 2020 nicht wiedergewählt. In der Stichwahl setzte sich Mittelbach mit 63,96 Prozent der Stimmen durch, gegenüber 36,04 Prozent der Stimmen, die Moenikes erhalten hatte. Damit verlor Moenikes das Bürgermeisteramt an Marcel Mittelbach (SPD).

### Weitere Mitgliedschaften und weiteres Engagement
- Mitglied der Frauen-Union

## Privates
Moenikes ist verheiratet und hat 3 Kinder.